# Sozialstiftung Bamberg
Die Sozialstiftung Bamberg wurde im Jahr 2004 als Zusammenschluss der bis dahin städtischen Stiftungen im Gesundheits- und Sozialwesen der Stadt Bamberg gegründet. Sie entstand aus der Krankenhausstiftung (Klinikum Bamberg), der St.-Getreu-Stiftung (Nervenklinik Bamberg), dem Antonistift und der Bürgerspitalstiftung (Städtische Altenheime). Die damit jeweils verbundenen Einrichtungen sind nach wie vor das Rückgrat des Unternehmens, wenngleich mittlerweile weitere Häuser gekauft beziehungsweise gegründet wurden. Insgesamt verfügt die Sozialstiftung Bamberg über 1.340 Planbetten und tagesklinische Behandlungsplätze, davon 309 in der Altenpflege.

## Geschichte

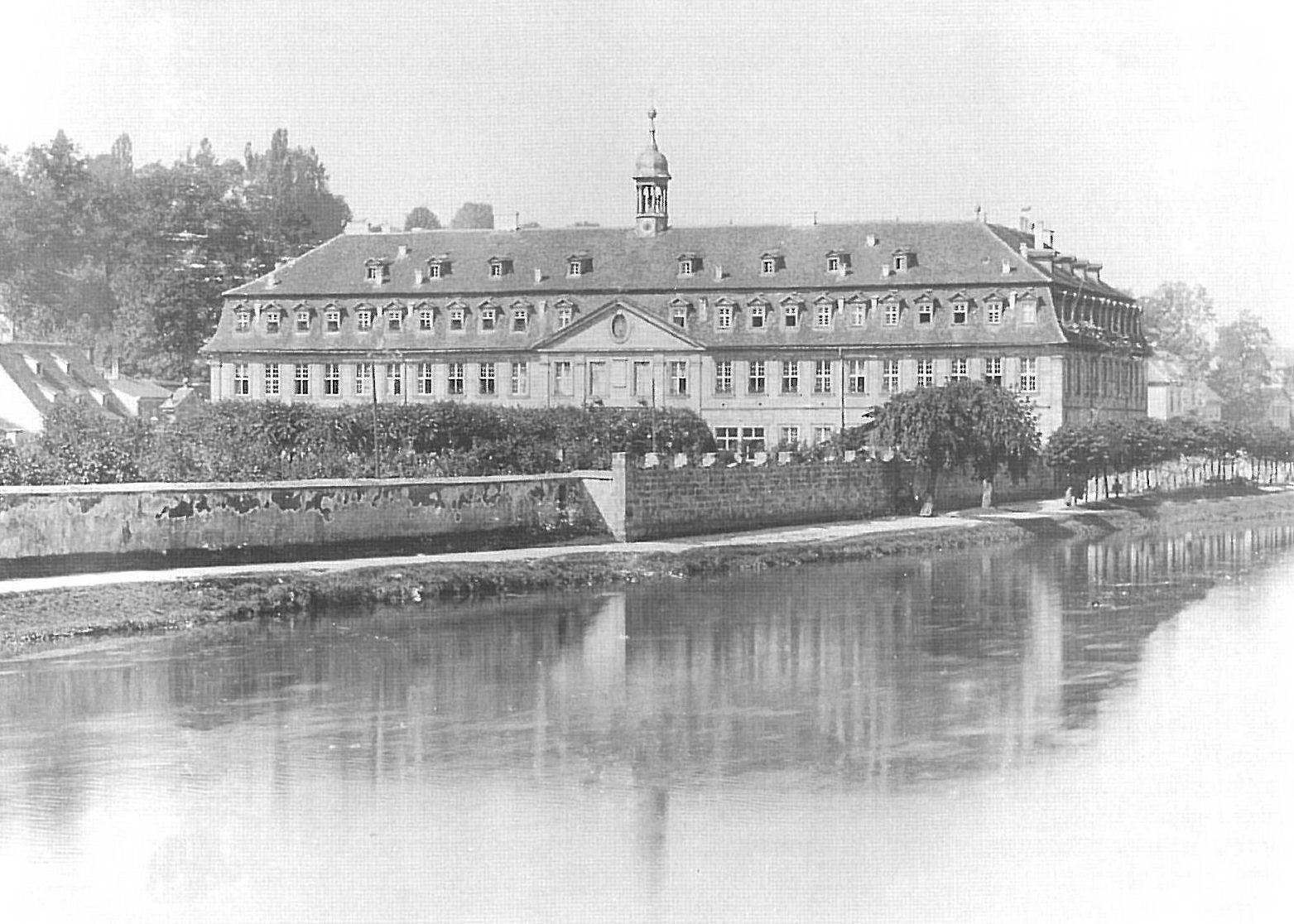
Ehem. Allgemeines Krankenhaus (1891)

Im Jahr 1789 wurde das von Fürstbischof Franz Ludwig von Erthal gegründete Allgemeine Krankenhaus eröffnet, damals eine der modernsten medizinischen Einrichtungen Europas. Nach der Säkularisation wurde das nicht mehr zeitgemäße Altenstift Katharinenspital 1803 auf Betreiben von Adalbert Friedrich Marcus aufgelöst und stattdessen Kloster Michelsberg zum Bürgerspital umgewandelt. Ebenfalls auf Initiative von Marcus ging 1805 die Nutzung des ehemaligen Klosters St. Getreu als Kreisirrenanstalt zurück (der späteren Nervenklinik).
Im Jahr 1901 wurde die neue Chirurgie am Alten Krankenhaus nach Entwürfen von Hans Erlwein erbaut. Im März 1984 erfolgte die Fertigstellung des neuen Klinikums Bamberg mit 847 Betten und die Baukosten betrugen 335 Millionen DM (171,28 Millionen Euro). In ihm wurden die Aufgaben des Alten Krankenhauses und der staatlichen Frauenklinik zusammengefasst. Die Gebäude des Alten Krankenhauses wurden zum Hotel beziehungsweise Stadtarchiv umgenutzt. Das Gebäude der Frauenklinik (Markushaus) wurde Teil der Universität Bamberg.
Am 1. Januar 2004 erfolgte der Zusammenschluss des Klinikums, der Nervenklinik und der Altenheime zur Sozialstiftung Bamberg. Seither wurden mehrere Tochterunternehmen der Sozialstiftung Bamberg gegründet und Maßnahmen zum Um- und Ausbau des Unternehmens ergriffen. Nachdem man 2006 die Klinik Dr. Schellerer erworben hatte, wurde 2007 das Medizinische Versorgungszentrum am Bruderwald fertiggestellt. Das Klinikum am Bruderwald erhielt mehrere neue Fachrichtungen und wird in mehreren Bauabschnitten modernisiert und erweitert. Im Herbst 2018 erfolgte die Einweihung des 4. Bettenturmes.
Am 1. Oktober 2020 übernahm die Sozialstiftung Bamberg das Management des Klinikums Neumarkt in der Oberpfalz.

## Führung des Unternehmens
Oberstes Führungsorgan ist der Stiftungsrat, dem wiederum der Vorsitzende – Oberbürgermeister Andreas Starke – vorsteht. Der Stiftungsrat wird durch Stadträte der Stadt Bamberg nach dem Schlüssel der vorangegangenen Wahl besetzt. Er tagt jedoch nicht öffentlich.
Die Leitung der Sozialstiftung Bamberg liegt seit 2004 beim Vorstandsvorsitzenden Xaver Frauenknecht. Ab 2024 wird Martin Wilde den Posten des Vorstandsvorsitzenden übernehmen.

## Bestandteile des Unternehmens
- Klinikum am Bruderwald (vormals Klinikum Bamberg)
  - Interdisziplinäre Notaufnahme und Aufnahmestation
  - Klinik für Allgemein- und Viszeralchirurgie
  - Klinik für Anästhesiologie, operative Intensivmedizin und Schmerztherapie
  - Klinik für Diagnostische Radiologie, Interventionelle Radiologie und Neuroradiologie
  - Klinik für Frauenheilkunde
  - Klinik für Gefäßchirurgie, Gefäßmedizin und Phlebologie
  - Klinik für Hals-Nasen-Ohren-Heilkunde und Kopf-Hals-Chirurgie
  - Klinik für Integrative Medizin und Naturheilkunde
  - Klinik für Kinder und Jugendliche
  - Klinik für Neurochirurgie
  - Neurologische Klinik
  - Klinik für Orthopädie und Unfallchirurgie
  - Klinik für Palliativmedizin
  - Klinik für Psychiatrie und Psychotherapie
  - Klinik für Psychosomatische Medizin und Psychotherapie
  - Klinik für Radioonkologie und Strahlentherapie
  - Klinik für Thoraxchirurgie
  - Klinik für Urologie und Kinderurologie und roboterassistierte minimalinvasive Urologie
  - Klinik und Institut für Nuklearmedizin
  - Medizinische Klinik I: Kardiologie, Elektrophysiologie und Intensivmedizin
  - Medizinische Klinik II: Gastroenterologie, Gastroenterologische Onkologie, Hepatologie, Diabetologie, Stoffwechsel, Infektiologie
  - Medizinische Klinik III: Nieren- und Hochdruckkrankheiten, Rheumatologie, Osteologie, Akutgeriatrie
  - Medizinische Klinik IV: Pneumologie, Pneumologische Onkologie, Allergologie und Schlafmedizin
  - Medizinische Klinik V: Hämatologie und internistische Onkologie
- Ärztliche Praxiszentren
  - Allgemeinmedizin (ÄPZ Ebermannstadt)
  - Allgemeinmedizin (ÄPZ Trabelsdorf)
  - Anästhesie (ÄPZ Bamberg)
  - Chirurgie (ÄPZ Bamberg)
  - Dermatologie - Dermaticus (ÄPZ Bamberg)
  - Dermatologie (ÄPZ Forchheim)
  - Gefäßchirurgie (ÄPZ Bamberg)
  - Gynäkologie (ÄPZ Bamberg)
  - HNO (ÄPZ Bamberg)
  - Integrative Medizin und Naturheilkunde (ÄPZ Bamberg)
  - Kardiologie (ÄPZ Bamberg)
  - Kardiologie (ÄPZ Trabelsdorf)
  - Labormedizin (ÄPZ Bamberg)
  - Neurochirurgie (ÄPZ Forchheim)
  - Neurologie/Psychiatrie (ÄPZ Bamberg)
  - Neurologie/Psychiatrie (ÄPZ Forchheim/Ebermannstadt)
  - Nuklearmedizin (ÄPZ Bamberg)
  - Onkologie (ÄPZ Bamberg)
  - Orthopädie (ÄPZ Bamberg)
  - Plastische Chirurgie (ÄPZ Bamberg)
  - Pneumologie (ÄPZ Bamberg)
  - Radiologie (ÄPZ Bamberg)
  - Rheumatologie (ÄPZ Bamberg)
  - Strahlentherapie/Tomotherapie (ÄPZ Bamberg)
  - Urologie (ÄPZ Forchheim)
  - Zahnmedizin (ÄPZ Bamberg)
- Klinikum am Michelsberg (vormals Nervenklinik Bamberg)
  - Klinikum für Psychiatrie und Psychotherapie
  - Zentrum für Altersmedizin
- Antonistift
- Bürgerspital
- Service Gesellschaft Sozialstiftung Bamberg mbH
- Klinik am Heinrichsdamm (vormals Klinik Dr. Schellerer, seit 2006 im Besitz der Stiftung)
- Medizinisches Versorgungszentrum (MVZ) am Heinrichsdamm
- Medizinisches Versorgungszentrum (MVZ) am Bruderwald (Neugründung 2007)
- Medizinisches Versorgungszentrum (MVZ) Obere Königstraße
- Medizinisches Versorgungszentrum (MVZ) Forchheim
- Medizinisches Versorgungszentrum (MVZ) Ebermannstadt
- Medizinisches Versorgungszentrum (MVZ) Gößweinstein
- Saludis gGmbH (Ambulantes Therapie- und Rehazentrum, Neugründung 2007)
- Hotel Somnia (Neugründung 2007)
- Bamberger Akademie für Gesundheitsberufe gemeinnützige GmbH
- Bamberger Bildungszentrum für Altenhilfe
- Quartiersbüros
  - Quartiersbüro Michelsberg
  - Quartiersbüro Bamberg Mitte
  - Quartiersbüro am Ulanenpark
  - Quartiersbüro am Tivolischlösschen
- Zentrum für Senioren